# Kanton Saint-Médard-en-Jalles
Saint-Médard-en-Jalles is een kanton van het Franse departement Gironde. Het kanton maakt deel uit van het arrondissement Bordeaux.

## Gemeenten
Het kanton Saint-Médard-en-Jalles omvat de volgende 4 gemeenten:
- Le Haillan
- Saint-Aubin-de-Médoc
- Saint-Médard-en-Jalles (hoofdplaats)
- Le Taillan-Médoc

Bij de herindeling van de kantons door het decreet van 20 februari 2014, met uitwerking op 22 maart 2015, werd de gemeente Le Haillan overgeheveld naar het kanton Mérignac-1.